# Parauncinula septata
Parauncinula septata är en svampart som först beskrevs av E.S. Salmon, och fick sitt nu gällande namn av S. Takam. & U. Braun 2005. Parauncinula septata ingår i släktet Parauncinula och familjen Erysiphaceae.   Inga underarter finns listade i Catalogue of Life.